# Dunajský Klátov
Dunajský Klátov és un poble i municipi d'Eslovàquia que es troba a la regió de Trnava, a l'oest del país.

## Història
La primera menció escrita de la vila es remunta al 1393.

## Demografia
| Godina             | 1994 | 2004    | 2014    | 2024    |
| ------------------ | ---- | ------- | ------- | ------- |
| Nombre de persones | 465  | 416     | 571     | 860     |
| Diferència         |      | −10,53% | +37,25% | +50,61% |

| Godina             | 2023 | 2024   |
| ------------------ | ---- | ------ |
| Nombre de persones | 854  | 860    |
| Diferència         |      | +0,70% |